# NGC 5314
NGC 5314 ist eine 13,9 mag helle Spiralgalaxie vom Hubble-Typ S im Sternbild Großer Bär am Nordsternhimmel. Sie ist schätzungsweise 435 Millionen Lichtjahre von der Milchstraße entfernt und hat einen Durchmesser von etwa 125.000 Lj.
Das Objekt wurde am 8. April 1886 von Lewis A. Swift entdeckt, der dabei „... the 2 components of a D* point to it“ und „An eF * v close;...“ notierte.